# Завада, Вилем
Вилем Завада (чеш. Vilém Závada; 22 мая 1905, село Грабова, Острава, Чехия — 30 ноября 1982, Прага, Чехия) — чешский поэт и переводчик. Заслуженный писатель Чехословакии.

## Биография
Вилем Завада родился 22 мая 1905 года и вырос в шахтерском остравской деревне Грабова. Его отец, рабочий-металлист, погиб во время Первой мировой войны. Начальную школу окончил в родном селе, с 1917 по 1923 год учился в гимназии в Остраве. С 1923 года учился на философском факультете Карлова университета в Праге, изучал французский язык.
В 1930—1932 годах был редактором журнала «Rozpravy Aventina». С 1932 по 1937 год редактировал другой журнал — «Listy». Вскоре после капитуляции Германии вошёл в состав коммунистической партии Чехословакии.
В 1948 году стал директором национальной и университетской библиотеки, но спустя год уволился с этой должности. После 1953 года работал редактором и писателем.
В 1931 году женился на Ярославе Хрейсовой. Вскоре после заключения брака перешёл из католической церкви в евангелическую церковь чешских братьев.

## Творчество

### Произведения
Работы Вилема очень пессимистичны (подобно Галасу), полны трагических чувств. Это, вероятно, вытекает из нескольких обстоятельств его жизненного пути: преждевременной смерти отца, собственные переживания войны и молодость, прошедшая в среде шахт и заводов. Его произведения можно назвать нигилистическими. Это свидетельствует о сильной связи с родным краем.
- Panychida (1927)[11] — (рус. Панихида) праздник мертвых, воспоминания о Первой мировой войне. Автор видит и воспринимает жизнь как исполнение боли и печали. Он использовал некоторые элементы поэтического пика, но но использовал средства не для утверждения веры и «красоты всех вещей», а относил к трагичности жизни.
- Siren (1932) — (рус. Сирена) эти стихи снова мрачны; мрачное ощущение жизни и пессимизм, переросли в отвращении к жизни, видение разложения, обреченности мира, апокалиптического упадка. В своем настоящем не видит нечего (еще до Карела Гинека Маха).
- Cesta pěšky (1937) — (рус. Прогулка) оборот в деликтной поэзии в момент угрозы национальной независимости. Он покидает существующий натуралистический стиль и начинает искать ценности, которые способны противостоять тщетности жизни. Здесь он находится в процессе обычной работы простых людей и их естественной среды, в тесном взаимодействии с родным городом Острава. Все это стало источником социальной и национальной надежды.
- Hradní věž (1940) — (рус. Замковая башня) возвращение к исходным трагическим чувствам и отношениям, отступление от символической поэзии. Однако здесь появляется согласие с миром. Местами очевидны его опасения о судьбе страны. Башня замка является для Вилема символом родного края.
- Povstání z mrtvých (1946) — (рус. Восстание мертвецов).
- Město světla (1950) — (рус. Огни большого города).
- Polní kvítí (1955) — (рус. Полевые цветы) местами жестокая, но однозначно ценная реакция на деформацию жизни пятидесятых годов, вызванную культом личности.
- Jeden život (1962) — (рус. Одна жизнь) здесь снова используется поэтическая речь, где проходит обращение к более фундаментальным вопросам человеческого существования и метафорическому богатству ее художественных начинаний. Также включены стихи родного края Вилема.
- Na prahu (1970) — (рус. На пороге) лучшая книга его послевоенного творчества, где раскрывается вопрос философии человека, стоявшего перед воротами смерти.
- Živote, díky (1977) — (рус. Жизнь, благодарю) в произведении описывается сдержанный оптимизм и мирное урегулирование с жизнью.

### Детская литература
- Jdou vojáci jdou (рус. Солдаты идут идут)
- Mám rád svou maminku (рус. Я люблю свою мамочку)
- Půjdu do mateřské školky (рус. Я иду в детский сад)
- U maminky, u tatínka (рус. Для маменьки, для папеньки)

### Переводы
В дополнение к своему творчеству Вилем занимался переводом произведений, основным объемом которых являлась поэзия. Перевод осуществлялся со следующих языков: немецкий, русский (Алексей Толстой), французский, румынский (Михай Эминеску), словенский (поэзия XX века), словацкий (Ян Костра), польский, болгарский (Далчев Атанас) и при содействии экспертов языка с иврита (Плач Иеремии, Книга Иова), персидский (Омар Хайям), венгерский (Эндре Ади, Аттила Йожеф).